# Антоній Прохаска

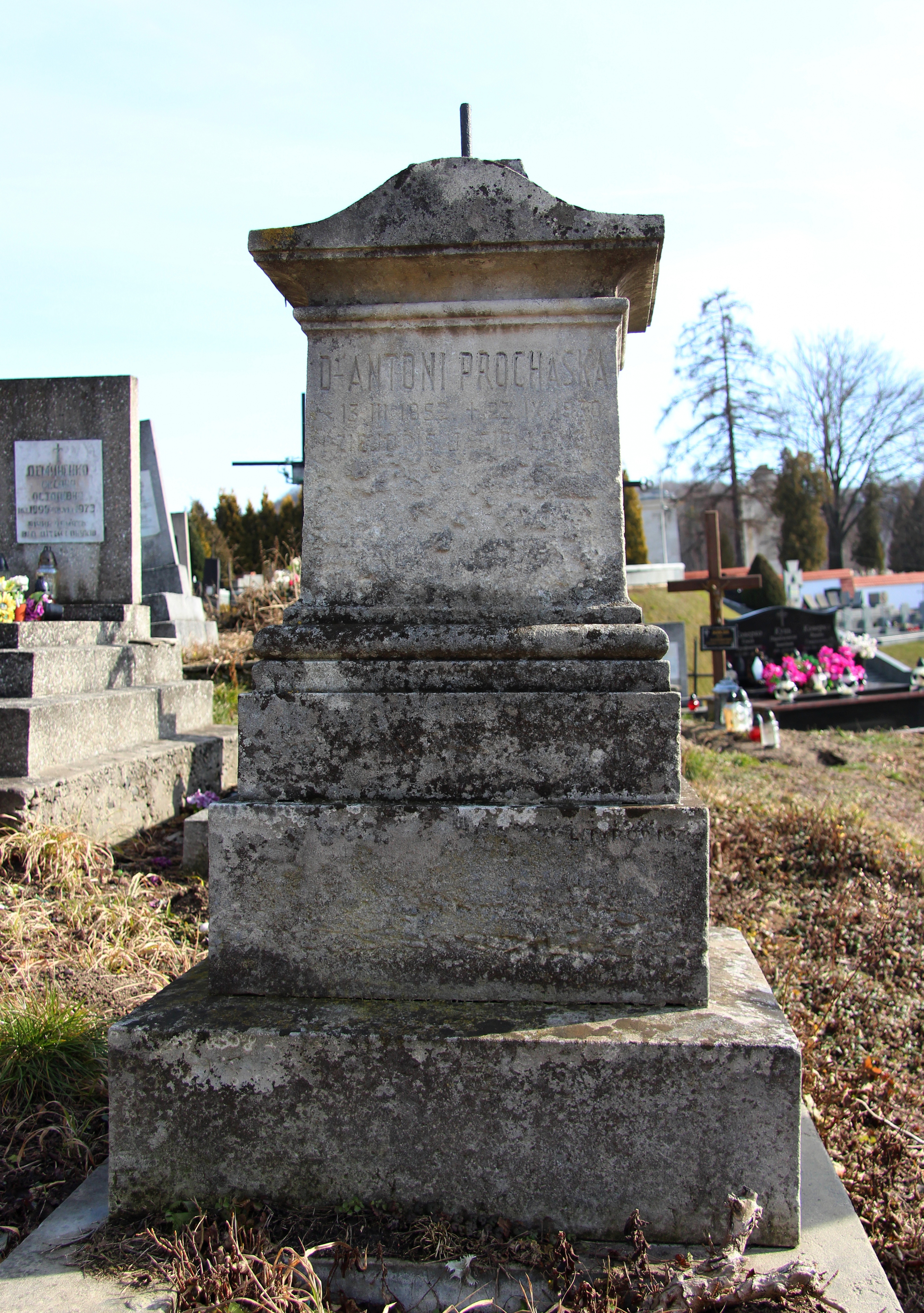

Анто́ній Проха́ска (пол. Antoni Prochaska; 13/23/24 травня 1852, Малі Заліщики — 23 вересня 1930, Львів) — польський історик і архівіст чеського походження. Навчався у Львівському і Віденському університетах. Доктор філософії (1874). Спеціаліст з середньовічної історії Королівства Польського та Великого князівства Литовського. Досліджував Литовську і Коронну метрики. Опублікував багато джерел з історії Східної Європи, зокрема Codex epistolaris Vitoldi (1882). Був редактором «Гродських і земських актів».

## Біографія
Народився в селі Малі Заліщики, Галичина, Австрійська імперія (нині Бучацького району Тернопільської області, Україна) сім'ї лісничого, чеха з походження Антоніна Прохазки.
У 1863—1866 роках відвідував заняття в гімназії оо. Василіян у Бучачі, а пізніше (1866—1871 рр.) в гімназії ім. Франца Йосифа у Львові, де склав екзамени на атестат зрілості. За намовою свого дядька спочатку пішов вчитись до Духовної семінарії в Перемишлі, але невдовзі покинув її і записався на філософський факультет Львівського університету. Вивчення всесвітньої історії та спеціальних історичних дисциплін продовжував протягом 1873-4 років у Віденському університеті у Макса Будінгера та Оттокара Лоренца.
Повернувшись у 1874 році до Львова, отримав ступінь доктора філософії (чи історії) на підставі дисертації «Polska a Czechy w czasach husyckich». В 1875 році він отримав закордонну стипендію від фонду Леона Сапіги і маючи на меті досліджувати часи Ягайла та Вітовта здійснив пошуки в архіві Хрестоносців у Кенігсберзі. Пізніше, в 1877—1878 роках, він удосконалив їх поглибленим вивченям книг Литовської та Коронної метрик у Москві та Петербурзі. Тут він нав'язав особисті та наукові контакти з А. А. Куніком, Федором Коршем та Влодзімежем Спасовичем.
Перебуваючи в Петербурзі, клопотався про посаду для себе і отримав її в новоствореному Крайовому архіві гродських і земських актів у Львові. Після повернення з Петербурга 13 жовтня 1878 року він зайняв там посаду штатного ад'юнкта. З цією установою було пов'язане все подальше життя Прохаски, де він поступово піднімався по службовій драбині.
Під час повернення з наукової подорожі з Відня потрапив в автомобільну катастрофу, яка значно погіршила його здоров'я.
Помер 23 вересня 1930 і був похований на 76 полі Личаківського цвинтаря Львова.

## Наукова спадщина
Наукова діяльність Прохаски була найпліднішою протягом 1890—1914 років і проявлялась вона у різних формах: від невеликих, але добре спертих на джерелах аналітичних досліджень, через монографії з ширших питань аж до великих видань історичних джерел; все це стосувалось широкого історичного діапазону з XIII по XVIII століття.
Творча спадщина Прохаски включає передусім результати досліджень часів Владислава Ягайла та Вітовта. Започатковує їх стаття присвячена запланованій коронації Вітовта, яка однак не відбулась, під назвою Zjazd monarchów w Łucku w r. 1429, після якої було надруковано цикл аналітичних досліджень і статей з окремих питань історії правління першого Ягеллона.
Паралельно з цими дослідженнями проводилась робота над критичним виданням джерел Codex epistolaris Vitoldi (1882), а їх вершиною були 2 синтетичні праці Król Władysław Jagiełło (Kr. 1908) і Dzieje Witolda wielkiego księcia Litwy (Wił. 1914). Прохаска повернувся до цієї тематики на схилі життя, надрукувавши Znaczenie niedoszłej koronacji Witolda та Z dziejów unii Jagiellońskiej.
Ці зацікавлення Прохаска розширив на часи правління Казимира Ягеллончика: Warmia w czasie trzynastoletniej wojny z Zakonem Niemieckim, Charaktetystyka Kazimierza jagiellończyka, Stosunki Inflant do Litwy w XV w.. Прохаска також заглиблювався в дослідження минулого дохристиянської Литви, написавши першу синтетичну працю польською мовою Od Mendaga do Jagiełły.
Іншим важливим напрямом досліджень Прохаски була давня історія Червоної Русі та Червенських градів. Цей напрям дослідження започаткований Materialami archiwalnymi wyjętymi głównie z Metryki litewskiej od 1348 do 1607, далі була серія статей та досліджень в часописах «Przewodniku Naukowym i Literackim» та «Kwartalniku Historycznym». Більш широке висвітлення питання знайшли в дослідженнях Podole lennem Korony (1352-7430) та Lenna i manstwa na Rusi i Podolu, але головні результати його доробку з цієї тематики були в архівній та редакторській роботі.
Після смерті Ксаверія Ліске Прохасці було доручено редагування Aktów grodzkich i ziemskich z czasów Rzeczypospolitej Polskiej z archiwum tak zwanego bernardynskiego we Lwowie . Він цілком безкорисно видав 9 подальших томів Актів, віддаючи передбачені за цю роботу гонорари на потреби видавництва.
Робота над виданням Актів протягом 30 років спричинилась до того, що Прохаска став знавцем історії сеймиків, друкував з цього питання багато невеликих монографій і статей, видав ґрунтовне дослідження присвячене аналізу шляхетських з'їздів з кінця XIV — початку XV століть під назвою Geneza i rozwój parlamentaryzmu za pierwszych Jagiellonów.
Науковий доробок Прохаски, який друкувався в виданнях академії знань протягом 1877—1914 років, мав наслідком те, що він досить рано став співробітником Історичної комісії (23.10.1878), а згодом (9.05.1893) став членом-кореспондентом Історично-філософського відділу академії знань і вже значно пізніше, 10.06.1927 року, став дійсним членом академії знань.

## Праці
- Sejmik wiszeński 1503 r.
- Latopis litewski: rozbiór krytyczny [Архівовано 5 березня 2016 у Wayback Machine.]
- Rok 1410. Przyczyny wojny [Архівовано 8 серпня 2020 у Wayback Machine.]
- Codex epistolaris Vitoldi Magni Ducis Lithuaniae 1376—1430. Cracoviae: Acad. Literarum, 1882
- Błogosławiony Jan z Dukli
- Dzieje Witołda W. Księcia Litwy
- Konfederacya Spytka z Melsztyna
- Lwów a szlachta
- Hołdy mazowieckie 1386—1430
- Hetman Stanisław Żółkiewski
- Ostatnie lata Witołda. Studyum z dziejów intrygi dyplomatycznej
- Charakterystyka Kazimierza Jagiellończyka
- Szkice historyczne z XV wieku
- Przymierze Władysława Jagiełły z Danią
- Uwagi krytyczne o klęsce warneńskiej
- Król Władysław Jagiełło Tom 1 Tom 2
- Ścibor ze Ściborzyc [Архівовано 5 березня 2016 у Wayback Machine.]
- Wyprawa na Smoleńsk: (z listów litewskiego kanclerza r. 1609—1611) [Архівовано 11 червня 2016 у Wayback Machine.]

- Prochaska A. Przekład ruskiego latopisca ks. Litewskiego na jązyk łaciński. // Kwartalnik historyczny. Lwów, 1888, rocz. 2, zesz. 2. s. 196—205.